# Lijst van graven en hertogen van Angoulême
Het graafschap Angoulême, zo genoemd naar de stad Angoulême, ook wel Angoumois geheten, dateert van de 9e eeuw. De belangrijkste graaf uit die tijd was Willem Taillefer. Zijn afstammelingen hielden de titel tot het einde van de 12e eeuw. Richard Leeuwenhart maakt daar een eind aan, bij zijn dood gaat Angoulême over naar zijn opvolger, koning Jan zonder Land, die ook trouwde met Isabella van Angoulême, dochter van graaf Adhémar. Na haar huwelijk vervolgens in 1220 met Hugo X van Lusignan gaat het graafschap over naar het huis Lusignan, graaf van Marche. Bij de dood van Hugo XIII van Lusignan in 1307 waren er geen erfgenamen en vervielen de bezittingen aan de kroon.
Onder de opvolgers van Karel de Grote was de graaf van Angoulême onafhankelijk, en niet onder de Franse kroon gebracht tot 1307. Onder het Verdrag van Brétigny (1360) werd de Angoumois overgedragen als Engels gebied aan Eduard III. Vanaf 1371 viel Angoulême onder de hertogen van Berry. In 1394 kwam het graafschap toe aan het huis van Orléans. Toen Frans I, voormalig graaf van Angoulême, in 1515 koning werd, verhief hij het graafschap tot hertogdom voor zijn moeder, Louise van Savoye. Het hertogdom wisselde vervolgens nog regelmatig van heerser, de laatste hertog was Lodewijk Anton van Bourbon, de oudste zoon van Karel X die in 1844 overleed.

## Graven van Angoulême

### Karolingers
- Turpion (839–863)
- Emenon (863–866)

### HuisTaillefer
- Wulgrin I (866–886)
- Alduin I (886–916)
- Willem I (916–962)
- Arnold I (962–975)
- Arnold II (975–987)
- Willem IV (987–1028)
- Aldwin II (1028–1032)
- Godfried (1032–1048)
- Fulco (1048–1089)
- Willem V (1089–1118)
- Wulgrin II (1118–1140)
- Willem VI (1140–1179) (onder Engelse heerschappij vanaf 1152)
- Wulgrin III (1179–1181)
- Willem VII (1181–1194)
- Adhemar (1194–1202)
- Isabella (1202–1246)
- Mathilde (1181–1233)

### Huis Lusignan
- Hugo I (1218–1249)
- Hugo II (1249–1250)
- Hugo III (1250–1270)
- Hugo IV (1270–1303)
- Guy (1303–1308)
- deel van Aquitainië (1308–1317)

### Graven inapanage
- Johanna II (1328–1349) met haar man
  - Filips III (1328–1343)
- Charles de La Cerda (1350–1354)
- Jan I (1356–1374)
- Lodewijk I (1404–1407)
- Jan II van Angoulême (1407–1467)
- Karel (1467–1496)
- Frans I (1496–1515)

## Hertogen van Angoulême
- Louise (1515–1531)
- koninklijke domein (valt direct onder de Franse koning)
- Karel (1540–1545)
- koninklijke domein
- Hendrik (1551–1582)
- Diane (1582–1619)
- Karel (1619–1650)
- Lodewijk Emmanuel (1650–1653)
- Françoise Maria (1653–1696)
  - Lodewijk II (1653–1654)
- koninklijke domein
- Elizabeth (1675–1696)
- koninklijke domein
- Charles de Bourbon, Hertog van Berry (1710–1714)
- koninklijke domein
- Karel Filips (1773–1836)
- Lodewijk Anton (1836–1844)
- koninklijke domein